# آپولو اتومبیل
آپولو اتومبیل (انگلیسی: Apollo Automobil) شرکت خودروسازی آلمانی است، که در سال ۲۰۰۴ تأسیس شد.